# Un monde si tranquille
Un monde si tranquille est une série de bande dessinée française.
- Scénario, dessins et couleurs : Étienne Davodeau

## Albums
- Tome 1 : La Gloire d'Albert (1999)
- Tome 2 : Anticyclone (2000)
- Tome 3 : Ceux qui t'aiment (2002)

## Publication

### Éditeurs
- Delcourt (Collection Sang Froid) : Tomes 1 à 3 (première édition des tomes 1 à 3).